# Klášter Sénanque

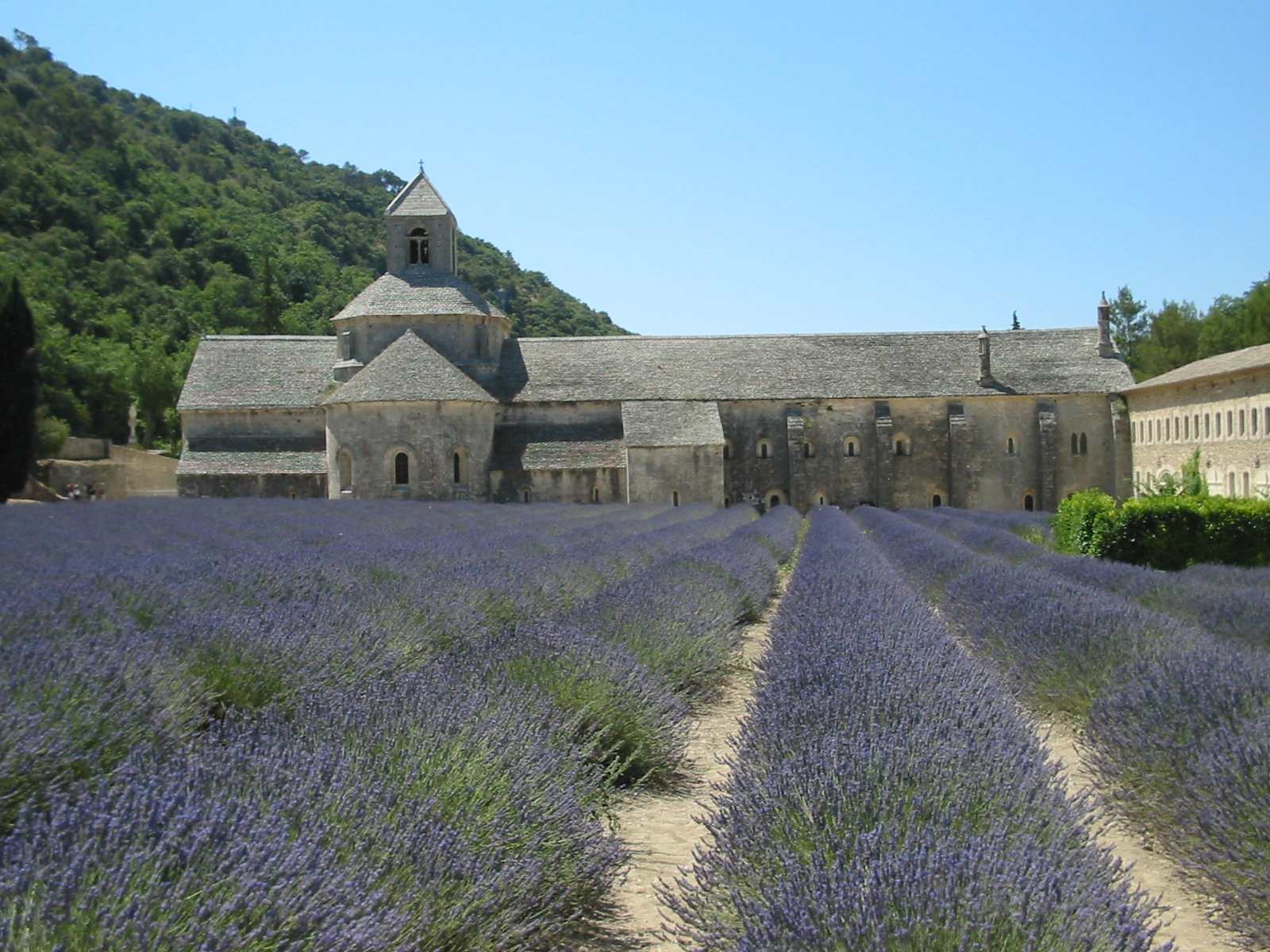
Klášter Sénanque

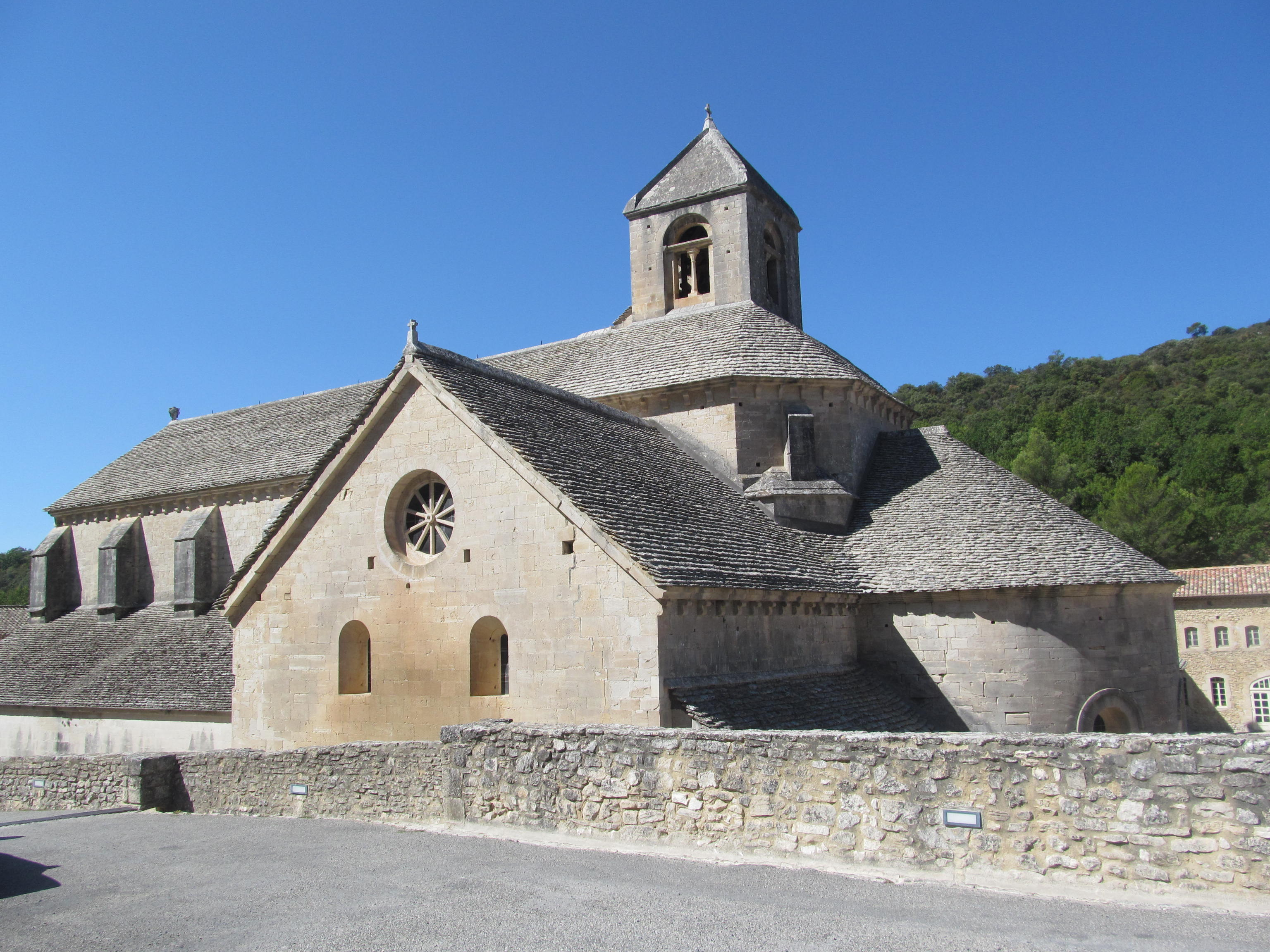
Klášterní kostel

Klášter Sénanque [sénank] je nejznámější cisterciácký klášter v francouzské Provence, jeden ze tří zachovaných cisterciáckých klášterů v této oblasti. Leží blízko obce Gordes v departementu Vaucluse
Klášter byl založen roku 1148 v údolí Senancole pod patronací Alfanta, biskupa z Cavaillonu a Ramona Berenguera II., hraběte provensálského a hraběte barcelonského. Prvotní mnišský konvent přišel z mateřského kláštera Mazan v departementu Ardèche, ale už roku 1152 měl tolik členů, že mohl založit dceřiný klášter Chambons v diecézi Viviers. Roku 1178 byl vysvěcen kostel, prostá románská stavba na půdorysu písmene T s vyčnělou apsidou. Po rozkvětu ve 13. a 14. století byl klášter za náboženských válek zpustošen hugenoty a v 17. století byl přistavěn refektář. Za Velké francouzské revoluce byl klášter vyvlastněn a prodán, roku 1854 byl znovu založen. Mniši se zabývají pěstováním levandule a včel.
Celý klášter je pozoruhodně dobře zachován v původním stavu a spolu s kláštery v Silvacane a Le Thoronet tvoří "tři provensálské sestry".